# Laurence Oliphant
Sir Laurence Oliphant  (n. 3 august 1829, Cape Town - d. 24 decembrie 1888, Twickenham, în zilele noastre parte din London Borough of Richmond upon Thames) a fost un călător, diplomat, ziarist, scriitor și gânditor mistic britanic, unul din aventurierii din epoca victoriană, cunoscut, între altele, ca un precursor creștin al sionismului

## Familia
Familia Oliphant este o veche familie aristocratică scoțiană, al cărui strămoș a fost David Olifard din secolul al XII-lea. În decursul timpului numele Olifard a devenit Olyfaunt și apoi Oliphant.  

Tatăl lui Laurence Oliphant, Sir Anthony Oliphant (1793-1859), a fost un jurist, călător și om de afaceri care s-a bucurat de relații strânse cu cercurile conducătoare britanice. Mama sa a fost Mary, născută Campbell, fiica colonelului Ronald Campbell, care comanda regimentul 72 de Highlanders postat în colonia Capului.Amândoi părinții erau foarte evlavioși, atrași de învățătura neoprotestantă și universalistă a predicatorului scoțian Edward Irving, unul din fondatorii așa numitei „Biserici Catolice Apostolice” (fără legătură cu Biserica Romano-Catolică) 

## Copilăria și tinerețea

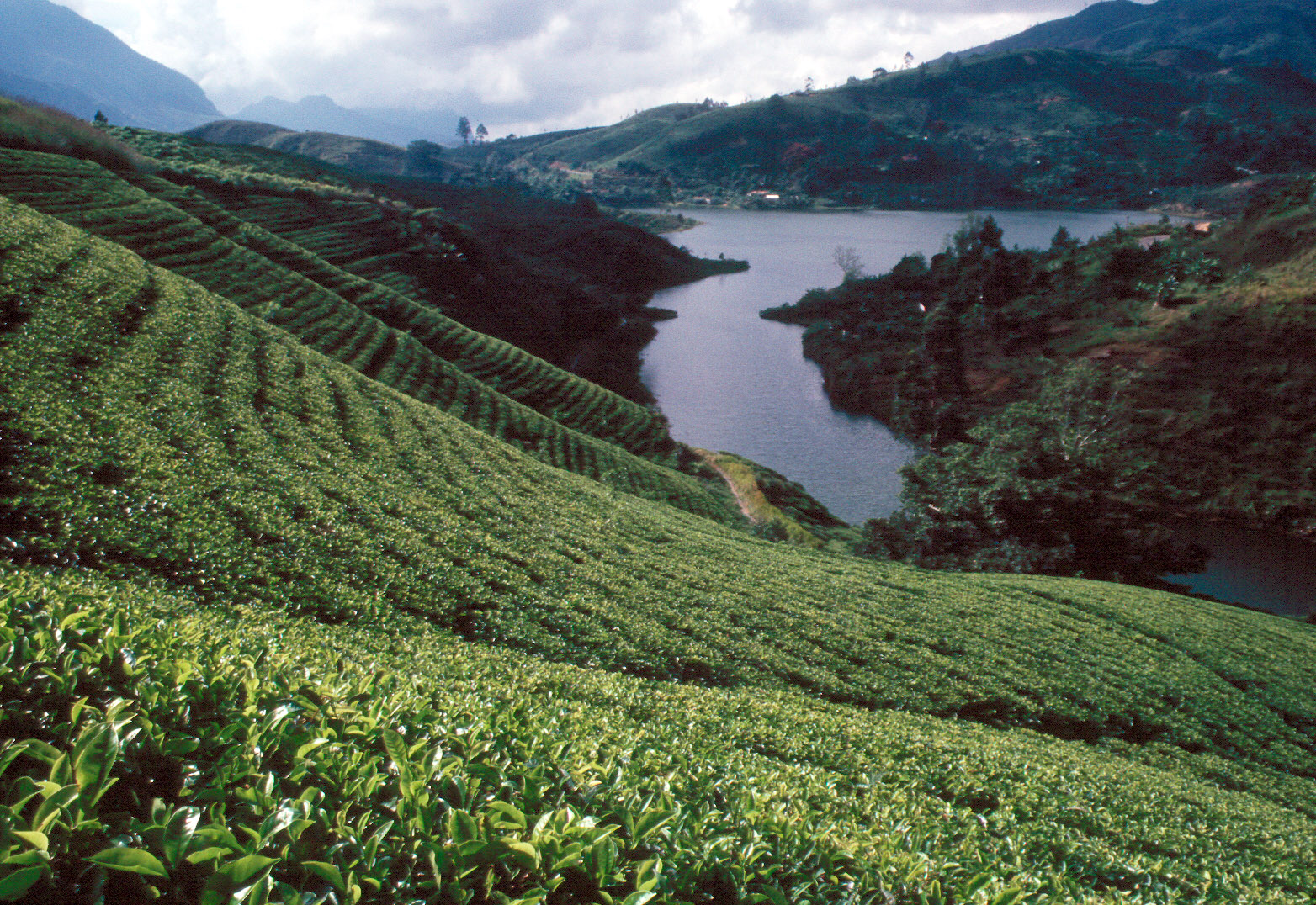
Plantaţie de ceai în Nuwara Eliya în Sri Lanka (Ceylon)

În momentul nașterii la Cape Town a lui Laurence, unicul sau copil, Sir Anthony îndeplinea la Cape Town funcția de procuror general al Coloniei Capului în sudul Africii. Curând a fost transferat ca președinte al Curții Supreme în Ceylon.
Din motive de sănătate proprie, soția lui a revenit cu copilul în Marea Britanie, unde și-a împărțit timpul între Anglia și Scoția. Primi pași de învățătură Laurence Oliphant i-a făcut în școala lui Mr Parr la Durnford Manor, Salisbury. Vacanțele le petrecea la Condie, pe moșia strămoșească a familiei Oliphant, uneori trageau la unchiul, fratele tatei din Wimbledon sau la Edinburgh..  
În 1841 mama sa s-a alăturat soțului în Ceylon, apoi a venit acolo și copilul, însoțit de profesorul său  particular. 
Laurence și-a petrecut un timp din copilărie la Colombo, unde tatăl a cumpărat o casă numită Alcove pe ulița Captains Gardens, azi denumită Maha Nuge Gardens. Se apreciază ca Sir Anthony și fiul său Laurence sunt cei care au adus ceaiul din China în Ceylon. Ei au adus 30 plante de ceai și apoi au creat o primă plantație de ceai pe moșia lor din Nuwara Eliya.
Laurence nu a beneficiat de o educație sistematică. În cursul anilor 1846 - 1848, in loc de a se înscrie cum fusese planificat la Universitatea Cambridge, părinții au consimțit să-l ia cu ei într-un șir de voiaje prin Europa. Iarna 1846-1847 au petrecut-o la Paris, apoi au drumețit prin Germania și Tirol, iar la sfârșitul anului 1847 au traversat Alpii în Italia. În această țară tânărul Oliphant a fost martor la tulburările revoluționare de la începutul anului 1848.
După un sejur în Grecia, familia s-a întors în Ceylon, unde Laurence a lucrat ca secretar particular al tatălui său, precum și în cadrul baroului colonial, luând ,dupa mărturia sa, parte activă la 23 procese de omucidere.. 
În 1851 s-a împrietenit cu prințul nepalez Jung Bahadur, viitor prim ministru și fondator al dinastiei de guvernanți Rana, care vizitase Europa și l-a însoțit în drumul său de întoarcere de la Colombo în Nepal. I-a fost prilejuit astfel să participe și la o vânătoare de elefanți în Nepal.
Rodul acestei agreabile călătorii a fost prima sa carte, „Călătorie la Katmandu” (1852)

## Avocatura
Potrivit cu o lungă tradiție a familiei, și Laurence a năzuit să devină avocat.Întors din Nepal, Oliphant a plecat la Londra, unde a zăbovit un timp pentru studii de drept la așa numitul English Bar sau Honorable Society of Lincoln's Inn. Mai apoi s-a pregătit la Scottish Bar, înainte de a trece examenul de drept roman.

## Călătorii prin lume

### Rusia, Canada, Cirkasia
Nu a apucat prea mult să se ocupe de practica juridică fiindcă s-a dedicat iarăși călătoriilor prin întreaga lume, După  "Excursie la Katmandu" (1852)  a urmat în august 1852 o vizită împreună cu Oswald Smith la Sankt Petersburg, la Nijni Novgorod și apoi în Crimeea. La Sevastopol, deghizat, a desenat harta fortificațiilor portului militar..
O parte din voiajul efectuat în toamna aceluiaș an este relatată în cartea   "The Russian Shores of the Black Sea" (Litoralul rus al Mării Negre). La finele lui 1853 a efectuat și o călătorie în jos pe Volga și în țara cazacilor de pe Don, despre care a scris o carte suplimentară, care a s-a bucurat de succes și a fost publicată în 4 ediții consecutive. În ea sunt detailate impresiile sale din timpul Războiului Crimeei.
După ce lordul Raglan i-a procurat un post la jurnalul național „Daily News”, o cunoștință a mamei sale, lordul Elgin, guvernatorul general al Canadei, l-a angajat ca secretarul său particular. În această calitate, l-a însoțit pe lord la Washington în timpul negocierii Tratatului reciprocității canado-american.
Apoi l-a însoțit in Quebec. Acolo a fost angajat o vreme ca „supraintendent pentru problemele indienilor”. A voiajat până la Lacul Superior, și apoi pe Mississippi și la Chicago, publicându-și notele de călătorie în cartea „Minnesota și Vestul Îndepărtat”.Deși vremea în Canada și S.U.A a petrecut-o în mod agreabil luând parte la serate dansante, voiajând și fiind implicat în viața publică locală, când la sfârșitul anului 1854 lordul Elgin s-a retras din oficiul de guvernator, nu a consimțit să rămână în post și sub succesorul acestuia, Sir Edmund Head.
Întors in Anglia, unde se întorsese definitiv și tatăl sau, a inițiat un plan bazat pe cunoștințele adunate din călătoriile sale în ultimii ani, și pe care l-a descris într-o broșură publicată în anul 1855:„The Trans-Caucasian Provinces the proper Field of Operation for a Christian Army" (Provinciile Transcaucaziene, câmpul de operații pentru o armată creștină). Își dorea foarte mult să fie trimis în misiune la imamul Șamil, conducătorul rezistenței antiruse a popoarelor musulmane din Caucaz în cadrul eforturilor militare și diplomatice ale Marii Britanii împotriva Imperiului Rus. A avut până la urmă prilejul să vadă pe unul din aghiotanții acestuia,„naibul”  din Caucazul de vest.Rodul acestor ultime experiențe a fost o nouă carte „Campania din Trancaucazia... sub Omar Pașa - o relatare personală”.
Împreună cu tatăl său a plecat la Istanbul, unde a fost primit de ambasadorul britanic, lordul Stratford de Redcliffe (căruia îi fusese recomandat de ministrul de externe, lordul Clarendon) și i s-a asociat la o vizită în Crimeea. A asistat câtăva vreme la Asediul Sevastopolului (1854) și deși nu obținuse aprobarea pentru planurile sale, a fost invitat de ducele de Newcastle să-l însoțească pe acesta la o vânătoare pe coastele Cirkasiei. Au pornit la drum pe mare la finele lui august. Apoi s-a alăturat la Trebzon statului major turc de sub comanda lui Omar Pașa, și a asistat ca trimis al ziarului „Times” la confuntarea anglo-rusă în Caucaz pe râul Inguri și la Kars, care s-a încheiat cu căderea garnizoanei engleze. Bolnav în timpul retragerii, Oliphant s-a întors în Anglia la sfârșitul anului 1855.
John Delane, redactorul lui „The Times”, l-a invitat mai apoi să-l însoțească într-o vizită în Statele Unite.
Oliphant a parcurs statele din sudul Statelor Unite pana la New Orleans  și s-a asociat renumitului pirat (filibuster) William Walker care avea de gând să pună stăpânire pe Nicaragua. După cum a mărturisit Oliphant mai târziu, a făcut-o din spirit de aventură și atras de posibilitatea dobândirii unor moșii „confiscate”. A existat și ipoteza unei misiuni secrete din partea lordului Palmerston. La gura rîului San Juan participanții la expediție au întâlnit un vas militar britanic numit „Cossack”. Căpitanul vaporului a evitat confruntarea și l-a primit pe cetățeanul britanic Oliphant ca oaspete la bord. După încă vreo câteva călatorii, Oliphant a revenit în Anglia și a scris cartea "Patriots and Filibusters: Incidents of Political and Exploratory Travel" („Patrioți și filibusteri: incidente ale unui voiaj politic și de explorare”) (1860).

### China

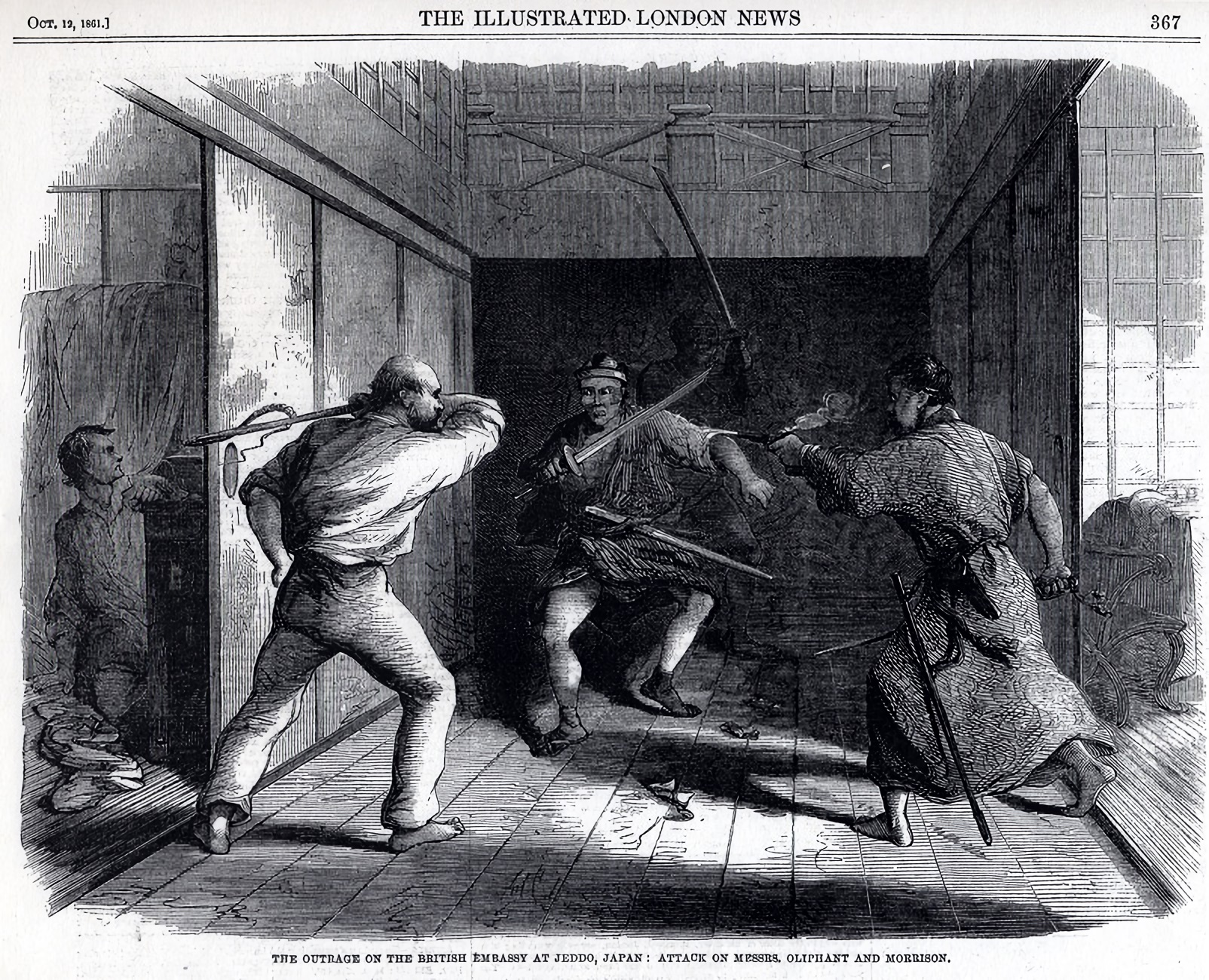
Oliphant apărându-se cu un bici în timpul atacului împotriva legației britanice la Edo, 1861

Iarăși ca secretar privat, în 1857 Oliphant l-a urmat pe lordul Elgin și în misiunea acestuia în China și Japonia. In India au aflat de izbucnirea Marii revolte a Șipailor. În cursul celui de-al Doilea Război al Opiului lordul Elgin a devenit comandantul fortelor britanice în China. Debarcați la Hong Kong, au fost prezenți la bombardarea Cantonului. Oliphant a luat parte la ocuparea Tianjinului.
Însărcinat cu câteva misiuni minore,  delegația lordului Elgin,a făcut o primă vizită de căteva săptămâni în Japonia, de care Oliphant a fost cu totul fermecat. Acestă țară i-a lăsat o impresie de paradis, locuitorii ei părând fără prihană. În timpul sejurului în Japonia s-a semnat un tratat anglo-japonez la Edo .
În 1859 a publicat „Relatare a misiunii lordului Elgin in China și Japonia în anii 1857, 1858 și 1859”. Ediția franceză din 1860 a beneficiat de o prefață scrisă de François Guizot.
În 1859, înainte de întoarcerea în Anglia, a aflat de moartea  tatălui său, de care era foarte legat.
Întors în Anglia, în 1860 a luat din nou toiagul drumeției de data asta prin Italia, care se afla în toiul luptei pentru unitate și independență. După o vizita la Nisa și în Savoia, a întâlnit la Torino pe Cavour care ajunsese în 1858 la un acord secret cu Napoleon al III-lea, care prevedea, în schimbul sprijinului contra Austriei, renunțarea din partea italienilor la Nisa și Savoia. Garibaldi,care se împotrivea acestor concesii, l-a convins pe Oliphant să colaboreze la sabotarea plebiscitului prin care autoritățile imperiale franceze voiau să legitimeze anexarea Nisei. Oliphant a dedicat acestui plebiscit un pamflet intitulat "Universal Suffrage and Napoleon the Third" („Sufragiul universal și Napoleon al treilea”)(1860).
Până la urmă expediția lui Garibaldi în Sicilia a făcut ca acest plan conspirativ să fie lăsat baltă.

### Japonia
În iunie 1861, după o călătorie în Muntenegru, Oliphant a fost numit prim secretar al legației britanice în Japonia, pe lângă ministrul plenipotențiar Rutherford Alcock.  Cariera sa diplomatică a fost însă întreruptă în mod brutal, încă de la debutul ei, când, în 3 iulie 1861 noaptea, sediul legației la Edo a fost atacat pe neașteptate de localnici xenofobi din clanul Mito. Neavând la îndemână pistoalele care erau încuiate în valiză, Oliphant a sărit afară cu un bici de vânătoare în mână. Atacat de săbiile grele ale unor ronini, era cât pe ce să fie omorât. O bârnă invizibilă pe întuneric a pus piedici loviturilor, iar Oliphant s-a ales numai cu o rană la mână. A rămas în urma ei cu un handicap permanent. Se crede ca nu și-a revenit niciodată cu totul din această experiență traumatică. Pe bordul unui vapor a fost trimis să se întremeze înapoi în Anglia, purtând o scrisoare de scuze a taikunului către regina Victoria. În drum, a îndeplinit o misiune pe insula Tsushima unde a surprins o misiune navală rusă ilegală ce luase controlul asupra unui golf și a convins pe comandantul ei, pe căi diplomatice, să se retragă.. Despre aventurile în Extremul Orient, Oliphant a publicat două volume de relatări în anii 1857 și 1859.
Au urmat apoi, în Anglia, o vizită facută la Broadlands lordului Palmerston, apoi în 1862 vizite în Corfu împreună cu prințul de Wales, cu care împărtășea interesul pentru aventuri cu femei atractive,. apoi în Albania, Herțegovina și Munții Abruzzi. Din „considerente de familie” s-a retras din serviciul diplomatic. Dar interesul său pentru ce se întâmpla în lume a rămas la fel de viu. In 1863 a  plecat de vreo două ori pentru a asista la evenimentele din Polonia.Apoi a călătorit în Moldova, parte a României independente, apoi a plecat în nord pentru a urmări al doilea Război din Schleswig-Holstein.

## Deputat
După atâția ani de peregrinări și aventuri Oliphant părea să vrea să se așeze.
În 1864 împreună cu Sir Argenon Borthwick  și cu alti amici a întemeiat un jurnal  The Owl, și a contribuit la primele lui zece numere. În 1865 a scris și publicat  un mic roman satiric „Piccadilly” , reeditat  în volum ilustrat în 1870, care s-a bucurat de un mare succes.
Eroul cărții amintea prin simțăminte și convingerile religioase de autorul cărții
După publicarea cărții Oliphant a devenit foarte popular și a fost ales membru al Camerei Comunelor din partea  Partidului Liberal și a circumscripției Stirling Burghs din Scoția.
Dar cariera sa parlamentară a fost scurtă. Nonconformist, nu se împăca cu disciplina de partid. A vrut, de pildă, să voteze pentru o reformă electorală a lui Disraeli, în timp ce liderul partidului liberal, Gladstone i se opunea, vrând să o amendeze.
După doi ani a demisionat din parlament și a plecat în Statele Unite, unde vreme de un deceniu a devenit cu trup și suflet un adept al profetului spiritist Thomas Lake Harris, căruia i-a predat întreaga avere.

## „Frăția Noii Vieți”

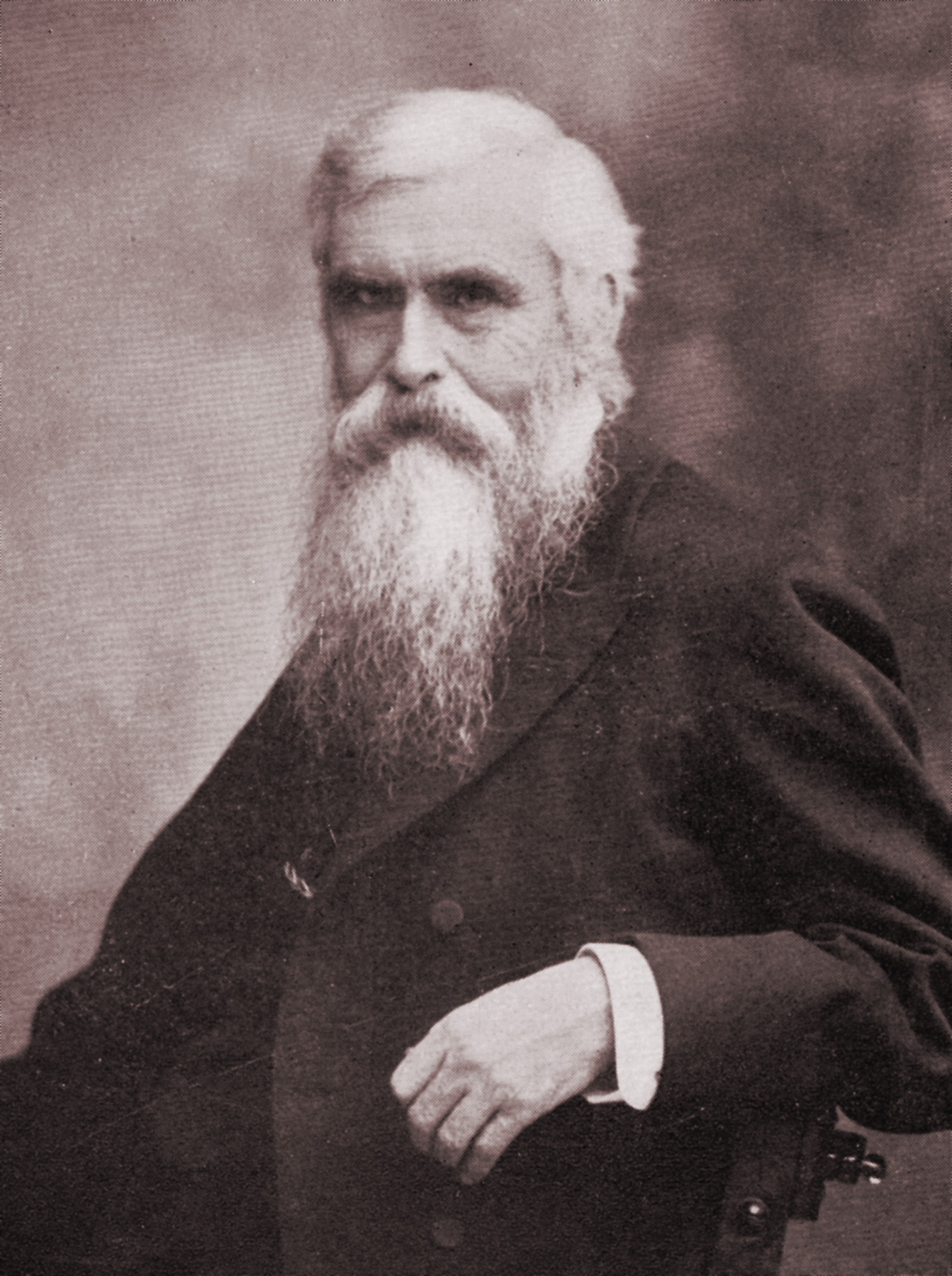
Thomas Lake Harris

Thomas Lake Harris (1823-1906), fusese admirat mult de Lady Oliphant. Laurence însuși fusese captivat de darurile poetice si mistice ale lui Harris, pe care l-a apreciat nu numai ca vizionar, ci și ca cel mai mare poet englez al epocii.  Originar din Marea Britanie, Harris părăsise calvinismul, și sub inspirația ideilor lui Emanuel Swedenborg,și apoi a spiritistului Andrew Jackson Davis, propovăduia un creștinism ocult. Harris îmbina filozofia și religia, susținea că identifica senzațiile fizice pe care viața lui Iisus le-a sădit în om și ca relația de căsătorie trebuie sa fie platonică.  
Atribuindu-și calități de profet și de medium Harris promitea adepților săi o „re-naștere arhinaturală”, care îi va mântui de soarta crudă rezervată lumii corupte și bisericii. El a organizat două comunități cooperatiste ale așa numitei  Frății a Noii Vieți (Brotherhood of the New Life) care îi erau supuse în toate. Cerea să fie considerat infailibil, și inspirat de Dumnezeu, un fel de al doilea Hristos. Prima comunitate pe care a întemeiat-o în 1860 la Wassaic, New York, transferată apoi la Amenia (1863), și apoi, în sfârșit, în 1867 la Brocton, New York, lângă Buffalo, pe malul Lacului Erie, se numea „The Use” sau „Salem-on-Erie” (1867-1885). A doua comunitate a luat ființă în 1875 în cartierul Fountaingrove din Santa Rosa,California. Membrii comunităților (la Brocton, circa 60 de adulți englezi, americani și japonezi, și copiii lor) au achiziționat terenuri, pe care au plantat mai ales viță de vie. Potrivit credinței lor ,Sfântul Duh sau „Sfânta Suflare” urma să coboare în șapte etape asupra lor. Ei practicau suflarea liberă, un tip de respirație care in corp aducea suflarea divină. Oliphant a convins câțiva tineri japonezi din regiunea Satsuma pe care i-a cunoscut și îndrumat la Londra să se alăture și ei discipolilor lui Harris. 
Între 1867 - 1870 Oliphant a dispărut din Londra pentru a-și face ucenicia în secta lui Harris ca lucrător simplu, sub numele de Woodbine. Prima sa însărcinare a fost să curețe un grajd uriaș, putând apoi dormi pe o saltea într-un pod și fiind oprit de a vorbi  :În 1868 și mama sa a devenit membră în comunitatea din Brocton, și cu banii ei au fost cumpărate o mare parte din pământurile comunității. Harris practica exorcismul și crea "cercuri magnetice" în jurul discipolilor săi. Lui Oliphant i-a interzis să aibă contacte apropriate cu mama sa.
În 1870, la sfârșitul uceniciei, Harris, pe care Oliphant il chema „Tatăl”, i-a permis, cu un mic sprijin financiar, să revină în Europa ca trimis al ziarului Times din Londra în locurile fierbinți ale  Războiului franco-prusac, mai întâi în tabăra franceză, apoi în cea germană.

## Alice

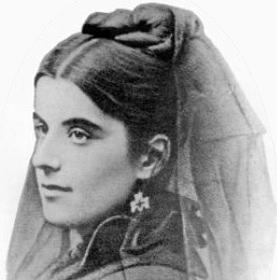
Alice Oliphant

La un moment dat i s-a permis mamei sale să i se alăture la Paris. În capitala Franței, Oliphant a cunoscut pe Alice Le Strange, de 26 ani,femeie sociabilă, dar sătulă de lumea mondenă, fiica unui colecționar de artă și pictor englez, Henry Le Strange din Hunstanton, Norfolk.   
Oliphant s-a însurat cu ea în 1872, ceremonia având loc la biserica Saint George din Hanover Square la Londra. Harris, care propovăduia o pasiune abstractă și spirituală, și-a dat consimțământul pentru acest matrimoniu, cu condiția ca proaspeții căsătoriți să se abțină de la sex. În acest timp Harris însuși își organizase, cu mai mult sau mai puțină discreție, un fel de harem.În corpul adoratoarelor lui el pretindea ca găsește pe partenera sa spirituala, „Regina Crin” (Lily Queen).
.Alice Oliphant a fost cooptată și ea in secta lui Harris, impunându-i-se  munci casnice, la distanță de soțul ei.
Vreme de trei ani Harris i-a interzis lui Oliphant să o vadă. În schimb, i-a permis să se ocupe la New York cu tranzacții comerciale ale comunității., uneori îndeplinind misiuni în Anglia și Canada. Despre această activitate Oliphant a scris cu mândrie în Autobiography of a joint-stock company, publicată în „Blackwoods Magazine” .
La un moment dat, în 1878, Harris s-a mutat  cu o parte a comunității la Santa Rosa și a luat-o cu el și pe Alice Oliphant. Ea a fost trimisă, apoi, să trăiască în condiții materiale restrânse la Vallego, iar, după aceea, la Benecia, unde a condus o școală, pentru a se putea întreține.  Prin „comunicările”  sale  spiritiste, Harris a încercat să-l convingă pe Oliphant că nu Alice este veritabila lui soție, și că îi este destinată o altă parteneră de viață, aflată în  Lumea de apoi.

## Palestina

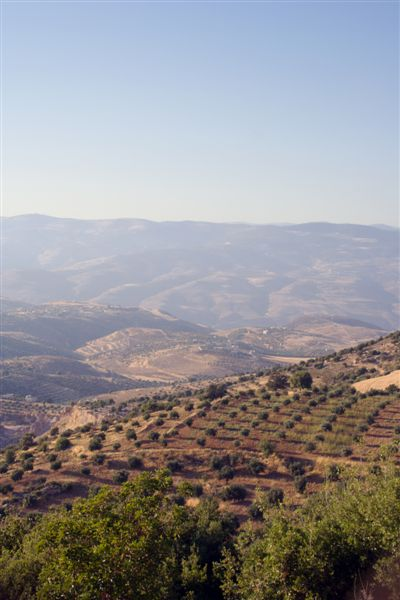
Dealurile Gil'adului (Djalad) în Iordania

Oliphant a început să se intereseze de planuri de colonizare a evreilor în Palestina mai cu seamă în anii Războiului ruso-turc din anii 1877-1878.  
În 1878 i-a trimis primului ministru britanic de origine evreiască Benjamin Disraeli planul său de readucere a evreilor în Țara Sfântă. Acesta, ca și lordul Salisbury și ministrul de externe al Frantei, William Henri Waddington, i-au dat recomandări pentru Poarta Otomană.
Împreună cu un pumn de admiratori, în 1879 a plecat în Palestina, pe atunci otomană, stabilindu-se la Haifa.A parcurs  Țara Sfântă în lung și în lat și a fost captivat in mod deosebit de regiunea Gilead din Transiordania, considerând-o cea mai propice pentru reașezarea evreilor. Era convins că din punct de vedere financiar proiectul de așezare a evreilor în țara lor străbună nu va fi dificil, deoarece și mulți creștini din Marea Britanie și America erau ahtiați după împlinirea profețiilor și apropierea Sfârșitului Zilelor, pe care întoarcerea evreilor din exil l-ar fi anunțat.
În această perioadă, cu sprijinul Christadelphienilor și al unor persoane particulare, evrei și creștini, din Marea Britanie, Oliphant a colectat fonduri pentru achiziționarea de pământuri și așezarea de refugiați și imigranți evrei în Galileea. A mers la Istanbul pentru a susține această cauză în fața autorităților otomane și a le obține consimțământul pentru o concesiune teritorială în nordul Palestinei. A obținut la început un acord al guvernului otoman, dar deși Oliphant era cunoscut ca simpatizant al Turciei, sultanul Abdul Hamit al doilea a respins planul de teama unei intrigi britanice. Despre faptele și trăirile în Levant Oliphant a scris cartea „The Land of Gilead with excursions in the Lebanon”.
În iarna 1880, deprimat și suferind fizic, a chemat-o pe Alice la el,la Haifa. Ea a venit cu permisiunea lui Harris, care a insistat iar asupra interdicției impuse cuplului Oliphant de a avea relații sexuale. 
În 1878 încă mai credea Oliphant că Harris era încarnarea divinității. Ulterior cei doi soți au vizitat împreună Egiptul , iar Laurence și-a așternut apoi impresiile de călătorie în cartea  Land of Khemi:Up and Down the Middle Nile.

## Ruptura cu Harris
În mai 1881 vizitându-și mama la Brocton, a găsit-o foarte bolnavă de cancer și sceptică în legatură cu nemurirea promisă de Harris. El a decis să o ia în California, la Santa Rosa. A mers până la Cloverdale în căutarea unor ape tămăduitoare și în cele din urmă a angajat o lecuitoare populară, dar fără folos. Moartea mamei in prezența sa, a constituit punctul de cotitură în care s-a spart vraja legăturii bolnăvicioase și înrobitoare  cu Thomas Lake Harris. A fost surprins să vadă un inel al mamei sale în degetul unuia din colaboratorii lui Harris .
Cu ajutorul unor prieteni, mai ales familia Walker din San Francisco, a deschis proceduri legale pentru redobândirea pământurilor cumpărate cu banii familiei de către comunitatea lui Harris, și a reușit, în cele din urmă, să obțină o bună parte din ce i se cuvenea.
Drept răzbunare, Harris a încercat să obțină internarea lui Alice Oliphant într-un spital psihiatric, sub pretext  de dezechilibru psihic.

## Din nou în Palestina

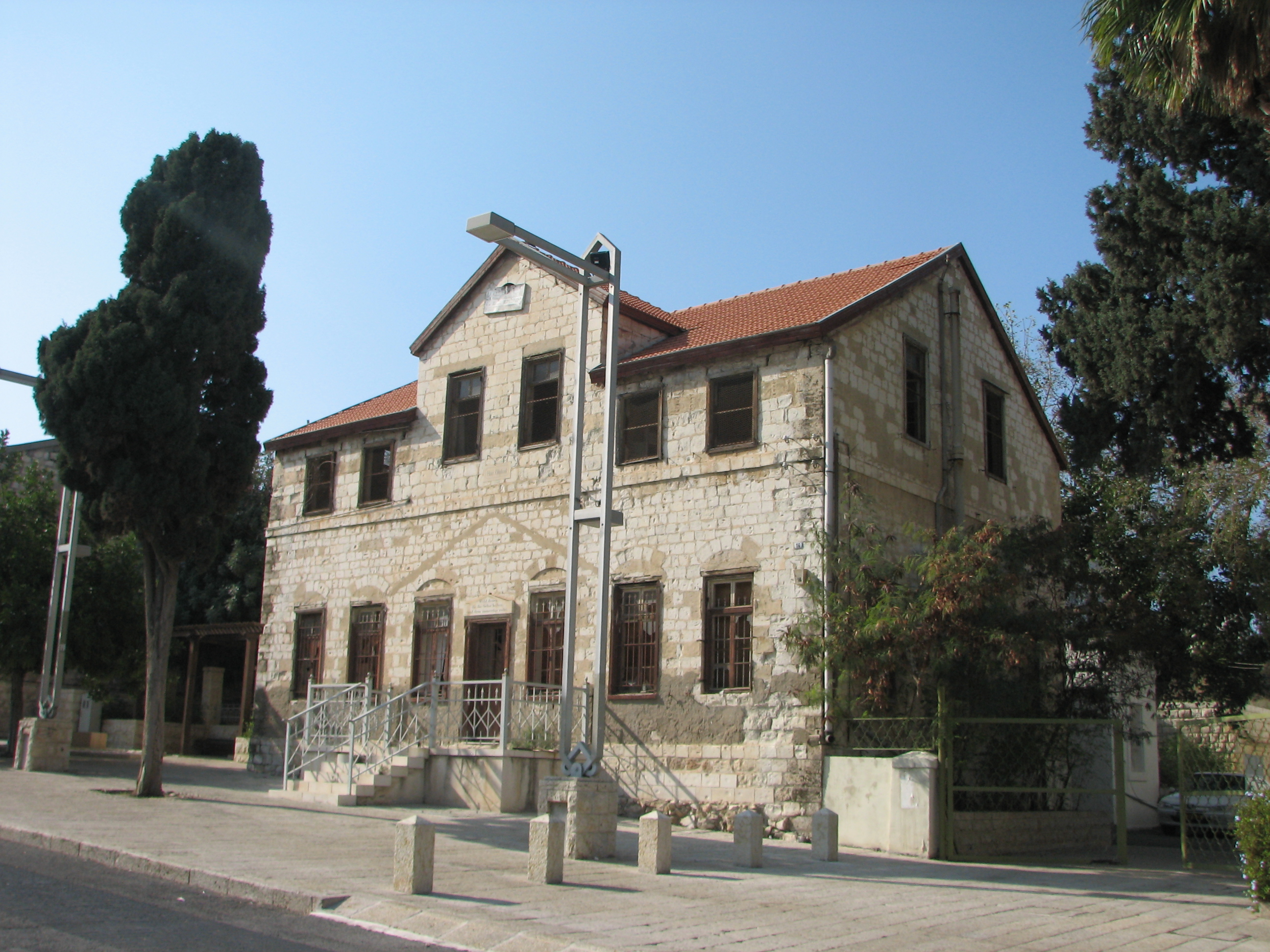
Casa lui Oliphant în colonia germană din Haifa, azi bulevardul Ben Gurion nr.16

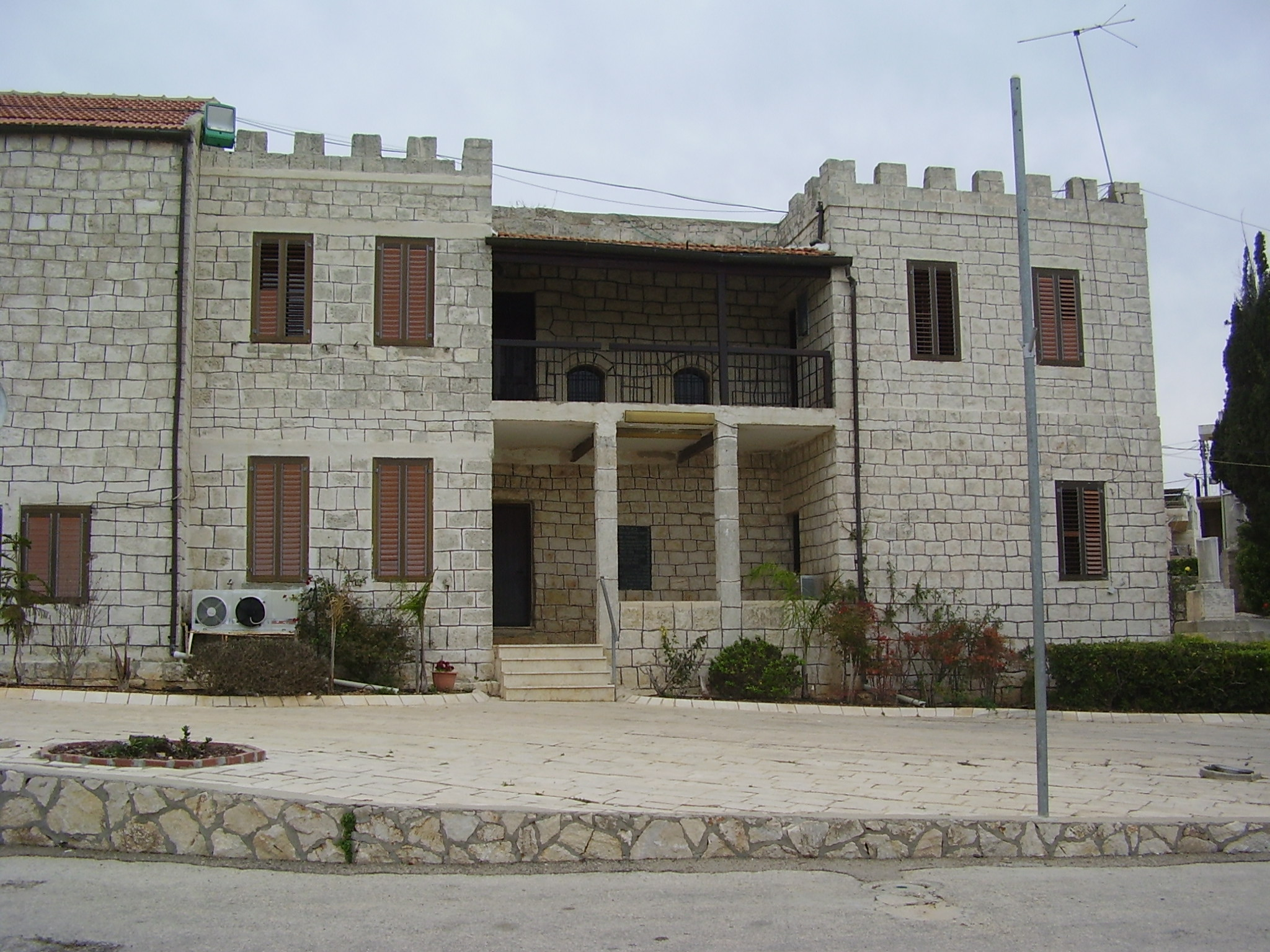
Casa Oliphant din Daliat al Carmel, Israel

Sensibilizat de pogromurile împotriva evreilor din Imperiul Rus, Oliphant a apelat la cercuri religioase creștine din Londra pentru a accelera emigrația evreilor in Palestina. Totodată a acționat pentru trimiterea de ajutoare refugiaților evrei aflați în Galiția (care aparținea atunci Austro-Ungariei cu sprijinul fondului Mansion House Relief fund al primăriei Londra.  
Spre deosebire de Alianța Israelită Universală (Kol Israel Haverim), care încuraja emigrația evreilor din estul Europei spre Statele Unite, Oliphant îi sfătuia pe evrei sa plece în Palestina și a încercat să convingă în acest  spirit și pe purtătorii de cuvânt ai Alianței Israelite.
În 1882 a plecat iar, cu Alice, în Orientul Apropiat. Mai întâi la Istanbul, unde au stat la Therapia. Reluând negocierile cu otomanii, a reușit să atragă interesul ministrului turc al afacerilor externe, Said Pașa, care voia să lege planul de așezare a evreilor cu proiectul construirii unei căi ferate care să traverseze Palestina. În condițiile deteriorării relațiilor otomano-britanice, din cauza situației din Egipt, Oliphant a trebuit însă să-și înceteze din nou demersurile.
Întors în Palestina, Oliphant și-a construit o casă la Haifa, și alta, de vară, la Daliat al Karmel, și a primit numeroși oaspeți din rândurile cunoscuților de la Brocton și din rândurile diplomaților, liderilor religioși, funcționarilor otomani, arheologilor etc. În acei ani regiunea a cunoscut o creștere a imigrației de evrei din răsăritul Europei, în cadrul mișcării presioniste Hibat Tzion din România și Imperiul Rus.
În 1882 l-a angajat ca secretar pe Naftali Herz Imber, poetul ebraic care va fi cunoscut ca autorul cuvintelor imnului sionist și al Statului Israel, Hatikva.
La Haifa a petrecut vremea în meditații mistice și religioase. În ciuda eșecului negocierilor cu otomanii, a continuat să susțină moral și material experiența colonizării agricole evreiești, de pildă la Zamarin (Zihron Iacov) și la Rosh Pina.
Împreună cu Alice a scris o carte intitulată  „Sympneumata sau Forțe evoluționare active în om”   
(„Sympneumata, or, Evolutionary Forces Now Active in Man”) despre o forță numită sympneuma, facultate a viziunii, auzului și puterii supraumane, care dă rezistență la boli și la moarte, și cu care sunt înzestrate numai ființe puține. Este datoria acestora de a împărtăși cu alții aceasta forță prin intermediul contactului fizic, pentru a conduce la regenerarea speței omenești. Bărbații și femeile vor reveni la starea de dinaintea diviziunii în sexe, și la dragostea pură. Ideile din această carte au produs consternare în rândurile multora.
În anul următor  Oliphant a scris romanul Masollam, în care își exprima critici la adresa fostului său guru, William Lake Harris. În 1883  Oliphant a mai scris la Haifa și cartea „Altiora Peto” (Caut lucruri mai elevate), Ca și în „Piccadilly”, eroina principală acesteia, Altiora, se afla în căutarea adevăratei credințe în mijlocul freneziei nebune a unei societăți moderne.
În decembrie 1885 Alice Oliphant, a cărei constituție fizică s-a resimțit,se pare,în urma carențelor prelungite ale șederii în America, a avut un acces febril în timpul unei excursii pe malul Lacului Galileei (Kineret). Boala a continuat,  ducând, în cele din urmă, la decesul ei la 2 ianuarie 1886,  
Oliphant, și el febril, nu a putut lua parte la funeralii, și era incapabil să înțeleagă dimensiunile tragediei care l-a lovit. Era convins că, după moarte, era cu mult mai apropiat de Alice, decât atunci când era vie, și, când a izbutit să scrie cartea denumită „Scientific Religion”, a susținut sus și tare că a fost inspirat de prezența ei. 
Acolo a scris, între altele, un tratat despre efectele curative ale sexului.

## Sfârșitul în Anglia
În noiembrie 1887 a plecat în Anglia pentru a-și publica această ultimă carte. În vara anului 1888 a plecat în Statele Unite. Acolo s-a decis să se recăsătorească, noua sa soție fiind Rosamund Owen, nepoata socialistului utopic Robert Owen. Nunta a avut loc la Malvern, apoi urmau să plece la Haifa. Însă, Oliphant a căzut curând la pat la York House, Twickenham, și a încetat din viață la 23 decembrie 1888. 
La funeraliile sale casa regală a trimis o coroană de flori și o telegramă de condoleanțe. Ziarul „Times” a scris în necrolog:„Rareori a existat o carieră mai romantică și mai plină de fapte; nicicând, poate, o personalitate mai ciudată și se pare, mai contradictorie”.
Laurence Oliphant a fost membru al consiliului Societății Geografice Regale.

## Oliphant în literatura de ficțiune
- Machina diferențiala, romanul de gen steampunk al lui Bruce Sterling and William Gibson, îl arată pe  Oliphant ca  agent of  spionajului britanic operând în Londra.
- The Strange Affair of Spring-Heeled Jack, un alt roman în genul steampunk de Mark Hodder,îl prezintă pe Oliphant ca pe un misterios băgăcios și agent secret, adversar al protagonistului cărții, Sir Richard Francis Burton.
- Nefesh homiyá (Bate un suflet), romanul scriitorului israelian Ram Oren, se concentrează asupra vieții lui Oliphant în Palestina și asupra unei iubiri fictive între soția sa Alice, și secretarul său, poetul evreu Naftali Herz Imber.

## In Memoriam
- O strada din Tel Aviv îi poartă numele.

## Cărți

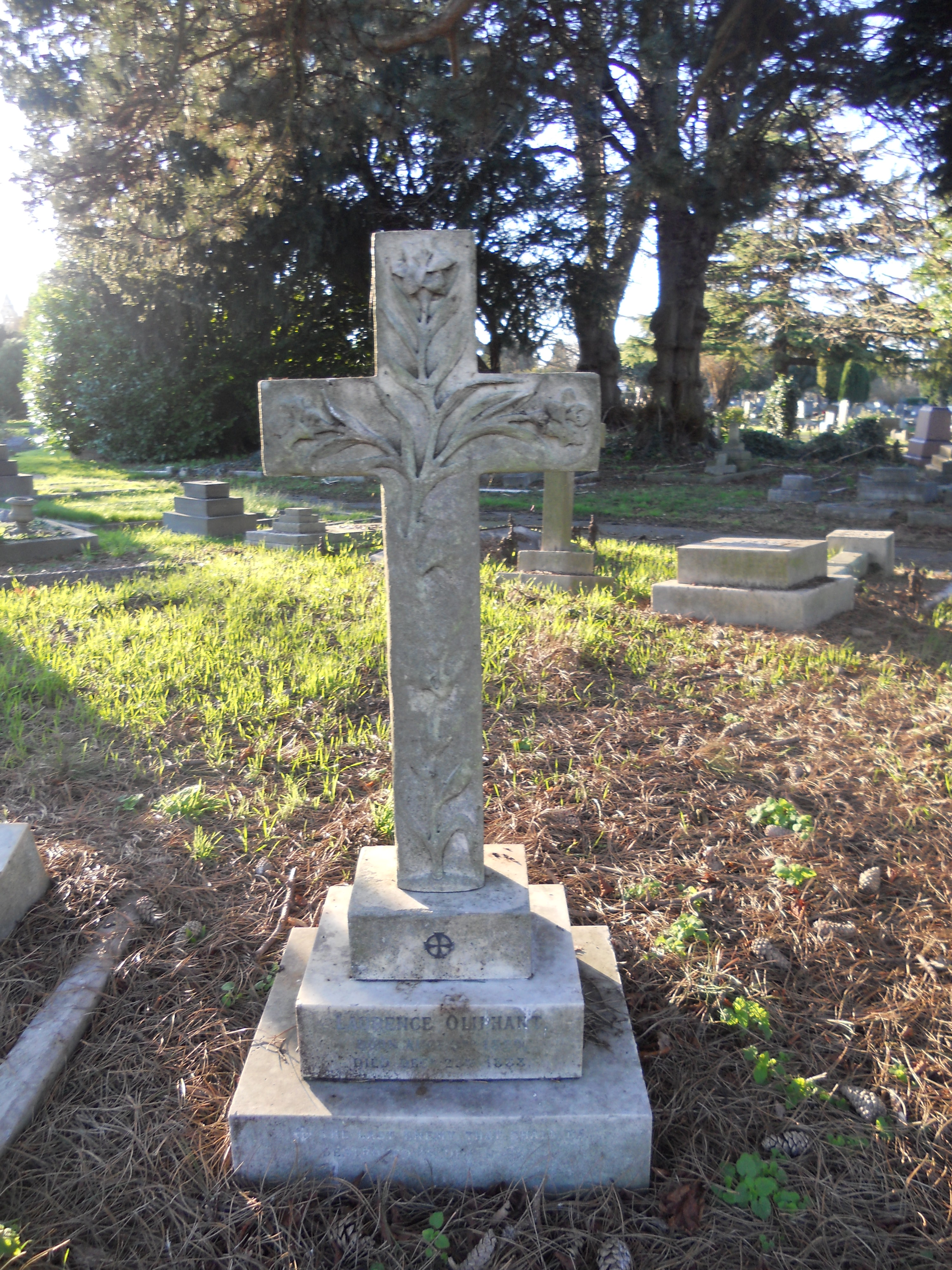
Mormântul lui Laurence Oliphant la cimitirul din Twickenham

- Journey to Katmandu (the capital of Nepaul) with the camp of Jung Bahadoor. Including a sketch of the Ambassador at home. Murray, London 1852
- Russian shores of the Black Sea in the autumn of 1852. With a voyage down the Volga, and a tour through the country of the Don Cossacks. William Blackwood and Sons, Edinburgh / London 1853
- Minnesota and the Far West. Blackwood, Edinburgh 1855
- The trans-caucasian campaign of the turkish army under Omar Pasha. Blackwood, Edinburgh 1856
- Narrative of the Earl of Elgin’s mission to China in the years 1857, 58, 59. 2 volume. Blackwood, Edinburgh 1859

ediție nouă: Oxford University Press, New York 1970
- Piccadilly. A fragment of contemporary biography. Roman. Blackwood, Edinburgh 1870
- The Land of Gilead. With excursions in the Lebanon. Blackwood, Edinburgh 1880
- The Land of Khemi. Up and down the middle Nile. Blackwood, Edinburgh 1882
- Altiora Peto. Roman. 2 volume. Blackwood, Edinburgh 1883
- Masollam. A problem of the period. Roman. 2 volume. Blackwood, Edinburgh 1886
- Haifa. Or, life in Modern Palestine. Blackwood, Edinburgh 1887; ediție nouă: Haifa. Or, life in the Holy Land 1882–1885. Canaan, Jerusalem 1976
- Fashionable philosophy and other sketches. Blackwood, Edinburgh 1887
- Episodes in a life of adventure. Or, moss from a rolling stone. Blackwood, Edinburgh 1887